# Gulf Shore Provincial Park
Gulf Shore Provincial Park är en park i Kanada.   Den ligger i provinsen Nova Scotia, i den östra delen av landet, 900 km öster om huvudstaden Ottawa.
Terrängen runt Gulf Shore Provincial Park är platt. Havet är nära Gulf Shore Provincial Park norrut. Runt Gulf Shore Provincial Park är det mycket glesbefolkat, med 4 invånare per kvadratkilometer.. Närmaste större samhälle är Pugwash, 4,3 km sydväst om Gulf Shore Provincial Park. 